# El líder
El líder es el nombre del tercer álbum recopilatorio del cantante colombiano de reguetón Reykon. Fue publicado el 4 de mayo de 2018 bajo el sello Warner Music Latina.
Contiene los sencillos «El chisme», «Déjame te explico», «Mala», «Imaginándote» y colaboraciones de Daddy Yankee, Zion & Lennox, Nicky Jam, Luigi 21 Plus y Jorge Celedón.

## Lista de canciones
- Adaptados desde TIDAL.[10]

| N.º   | Título                                 | Duración |  |
| 1.    | «Repórtate»                            | 3:16     |  |
| 2.    | «Nada»                                 | 3:22     |  |
| 3.    | «Se enamoró en una semana»             | 3:30     |  |
| 4.    | «Déjame te explico»                    | 3:02     |  |
| 5.    | «Mala»                                 | 2:57     |  |
| 6.    | «Apago el cel»                         | 3:26     |  |
| 7.    | «Bésame lento» (con Jorge Celedón)     | 3:33     |  |
| 8.    | «Ven y dime» (con Luigi 21 Plus)       | 3:00     |  |
| 9.    | «Imaginándote» (con Daddy Yankee)      | 3:45     |  |
| 10.   | «El chisme»                            | 2:59     |  |
| 11.   | «Secretos (Remix)» (con Nicky Jam)     | 3:16     |  |
| 12.   | «El error (Remix)» (con Zion & Lennox) | 3:52     |  |
| 39:58 |                                        |          |  |